# Przystań (województwo warmińsko-mazurskie)
Przystań (niem. Pristanien, 1938–1945 Passdorf) – wieś w Polsce położona w województwie warmińsko-mazurskim, w powiecie węgorzewskim, w gminie Węgorzewo.
W latach 1975–1998 miejscowość administracyjnie należała do województwa suwalskiego.
Wieś Przystań położona jest od strony północnego brzegu Kanału Mazurskiego i na zachodnim brzegu Jez. Przystań, stanowiącego część Jez. Mamry. Od drogi Węgorzewo-Srokowo przez Przystań można dojechać do byłej kwatery OKH w Mamerkach, a dalej do Pniewa. Na południe od wsi w lesie znajduje się kompleks budynków byłej kwatery Naczelnego Dowództwa Wojsk Lądowych-schrony i żelbetowe bunkry pokryte tynkiem z moczonej w betonie morskiej trawy.

## Historia
Wieś w 1558 otrzymał Jerzy von Hohendorf. W czasie spustoszenia wsi przez Tatarów (Zemsta na Elektorze za udział wojsk z Prus Książęcych w wojnie z Polską po stronie Szwedów) w 1656 właścicielem wsi był kapitan Packmohr. Zniszczoną wieś odsprzedał on Lehndorffom. W 1781 podniósł się poziom wody w Jeziorze Mamry, tak ze idącą obok jeziora drogę trzeba było przenieść w inne miejsce. W 1858 majątek w Przystani miał powierzchnię 39 włók
W 1858 było tu 160 mieszkańców, a w 1939 liczba mieszkańców zwiększyła się do 331 osób. W 1938 ówczesna administracja nazistowska podczas akcji germanizacyjnej nazewnictwa zastąpiła nazwę Pristanien formą ahistoryczną Passdorf.